# Кріс Портер
Кріс Портер (англ. Chris Porter; 29 травня 1984, м. Торонто, Канада) — американський хокеїст, лівий нападник. Виступає за «Міннесота Вайлд» у Національній хокейній лізі.
Виступав за Університет Північної Дакоти (NCAA), «Пеорія Рівермен» (АХЛ), «Сент-Луїс Блюз».
В чемпіонатах НХЛ — 94 матчі (8+8).
У складі національної збірної США учасник чемпіонату світу 2011 (7 матчів, 0+1).